# Петер Белла
Пе́тер Бе́лла (словац. Peter Bella; літературний псевдонім — Горал, Horal; * 12 листопада 1842, Ліптовський Мікулаш,— † 13 червня 1919, Будапешт) — словацький поет і перекладач. Брат Ондрея Милослава Белли. Перекладав твори польських, угорських, німецьких, російських та українських письменників.
У журналі «Dennica» («Ранкова зоря», 1905, № 1) опублікува свій переклад вірша Тараса Шевченка «У тієї Катерини».